# Georgetown, Guyana
Georgetown là thủ đô và là thành phố lớn nhất ở Guyana, nằm ở vùng Demerara-Mahaica, dân số thành phố ước tính khoảng 239.227 người (2002). Thành phố này nằm bên bờ biển Đại Tây Dương ở cửa sông Demerara. Georgetown là trung tâm hành chính, tài chính và bán lẻ của Guyana.

## Khí hậu
| Dữ liệu khí hậu của Georgetown (1961–1990) | Dữ liệu khí hậu của Georgetown (1961–1990) | Dữ liệu khí hậu của Georgetown (1961–1990) | Dữ liệu khí hậu của Georgetown (1961–1990) | Dữ liệu khí hậu của Georgetown (1961–1990) | Dữ liệu khí hậu của Georgetown (1961–1990) | Dữ liệu khí hậu của Georgetown (1961–1990) | Dữ liệu khí hậu của Georgetown (1961–1990) | Dữ liệu khí hậu của Georgetown (1961–1990) | Dữ liệu khí hậu của Georgetown (1961–1990) | Dữ liệu khí hậu của Georgetown (1961–1990) | Dữ liệu khí hậu của Georgetown (1961–1990) | Dữ liệu khí hậu của Georgetown (1961–1990) | Dữ liệu khí hậu của Georgetown (1961–1990) |
| Tháng                                      | 1                                          | 2                                          | 3                                          | 4                                          | 5                                          | 6                                          | 7                                          | 8                                          | 9                                          | 10                                         | 11                                         | 12                                         | Năm                                        |
| ------------------------------------------ | ------------------------------------------ | ------------------------------------------ | ------------------------------------------ | ------------------------------------------ | ------------------------------------------ | ------------------------------------------ | ------------------------------------------ | ------------------------------------------ | ------------------------------------------ | ------------------------------------------ | ------------------------------------------ | ------------------------------------------ | ------------------------------------------ |
| Trung bình ngày tối đa °C (°F)             | 28.6 (83.5)                                | 28.9 (84.0)                                | 29.2 (84.6)                                | 29.5 (85.1)                                | 29.4 (84.9)                                | 29.2 (84.6)                                | 29.6 (85.3)                                | 30.2 (86.4)                                | 30.8 (87.4)                                | 30.8 (87.4)                                | 30.2 (86.4)                                | 29.1 (84.4)                                | 29.6 (85.3)                                |
| Trung bình ngày °C (°F)                    | 26.1 (79.0)                                | 26.4 (79.5)                                | 26.7 (80.1)                                | 27.0 (80.6)                                | 26.8 (80.2)                                | 26.5 (79.7)                                | 26.6 (79.9)                                | 27.0 (80.6)                                | 27.5 (81.5)                                | 27.6 (81.7)                                | 27.2 (81.0)                                | 26.4 (79.5)                                | 26.8 (80.2)                                |
| Tối thiểu trung bình ngày °C (°F)          | 23.6 (74.5)                                | 23.9 (75.0)                                | 24.2 (75.6)                                | 24.4 (75.9)                                | 24.3 (75.7)                                | 23.8 (74.8)                                | 23.5 (74.3)                                | 23.8 (74.8)                                | 24.2 (75.6)                                | 24.4 (75.9)                                | 24.2 (75.6)                                | 23.8 (74.8)                                | 24.0 (75.2)                                |
| Lượng mưa trung bình mm (inches)           | 185.2 (7.29)                               | 88.5 (3.48)                                | 111.0 (4.37)                               | 140.5 (5.53)                               | 285.5 (11.24)                              | 327.7 (12.90)                              | 268.0 (10.55)                              | 201.4 (7.93)                               | 97.5 (3.84)                                | 107.2 (4.22)                               | 185.9 (7.32)                               | 261.9 (10.31)                              | 2.260,3 (88.99)                            |
| Số ngày mưa trung bình (≥ 1.0 mm)          | 16                                         | 10                                         | 10                                         | 12                                         | 19                                         | 23                                         | 21                                         | 15                                         | 9                                          | 9                                          | 12                                         | 18                                         | 174                                        |
| Số giờ nắng trung bình tháng               | 201.0                                      | 208.6                                      | 219.7                                      | 197.9                                      | 178.8                                      | 156.7                                      | 201.6                                      | 233.7                                      | 229.8                                      | 235.3                                      | 210.9                                      | 186.6                                      | 2.460,6                                    |
| Nguồn: NOAA                                |                                            |                                            |                                            |                                            |                                            |                                            |                                            |                                            |                                            |                                            |                                            |                                            |                                            |